# 1998 en animation asiatique
Voir aussi: 1998 au cinéma - 1998 à la télévision
1997 en animation asiatique - 1998 en animation asiatique - 1999 en animation asiatique

## Festivals et conventions
- 2 et 3 mai : Epitanime

## Principales diffusions au Japon

### Films
- juillet : Pokémon, le film : Mewtwo contre-attaque
- 1er août : Mobile Suit Gundam : The 08th MS Team, Miller's Report
- 1er août : Mobile Suit Gundam Wing : Endless Waltz
- novembre : Fire Force DNA Sights 999.9
- décembre : Théo ou la Batte de la victoire (film 4 - Miss Lonely Yesterday)

### OVA
- mai : Yokohama Kaidashi Kikō
- juin : Queen Emeraldas

### Séries télévisées
Les séries non datées ont débuté avant le 1er janvier de cette année
- 2 avril : La Légende de Basara
- 4 avril : Cyber Team in Akihabara
- 18 avril : Initial D (saison 1)
- 6 octobre : Master Keaton
- 8 octobre : Eatman
- 17 octobre : Mamotte Shugogetten